# Carl Icahn
Carl Celian Icahn, född 16 februari 1936 i New York i New York, är en amerikansk affärsman, investerare och filantrop. Under 2017 var han rådgivare inom federala regleringar till USA:s president Donald Trump. Han lämnade tjänsten i augusti 2017 efter intressekonflikter.
I Forbes lista över världens rikaste personer 2016 placerades Icahn på 43:e plats i världen och 23:e plats i USA med en förmögenhet på 16,4 miljarder dollar. Han rankades även på plats 65 i Forbes lista över världens mäktigaste personer 2016.

## Biografi
Icahn växte upp i området Far Rockaway i Queens i New York. Hans far var kantor och hans mor lärare. Icahn avlade kandidatexamen i filosofi vid Princeton University 1957. Därefter studerade han vid New York University, men hoppade av efter två år på grund av tjänstgöring i militären.
Icahn började arbeta som börsmäklare på Wall Street 1961 och sju år senare (1968) startade han det egna investmentbolaget Icahn & Co.